# Гомельский подшипниковый завод
Гомельский подшипниковый завод (Государственный подшипниковый завод № 12, ГПЗ-12; бел. Гомельскі падшыпнікавы завод) — бывшее белорусское предприятие, располагавшееся в Гомеле, специализировавшееся на производстве велосипедных подшипников. В 2012 году ликвидировано.

## История
В 1938 году в Гомеле был создан ремонтно-подшипниковый завод. В связи с началом Великой Отечественной войны в 1941 году завод был эвакуирован в Свердловск (совр. Екатеринбург). В 1944 году завод восстановил работу, в 1949 году реконструирован и начал производство новых подшипников. В 1957 году преобразован в Гомельский государственный подшипниковый завод № 12. Завод подчинялся Главному управлению подшипниковой промышленности «Главподшипник» Министерства автомобильной промышленности СССР (в 1957—1965 годах — Совету народного хозяйства БССР. В 1976 году завод переименован в Двенадцатый Государственный подшипниковый завод. С 1986 года был подчинён Главное управление по производству подшипников качения «Главподшипник», с 1988 года — ГПО «Подшипник». С 1991 года — в подчинении Госкомитета Республики Беларусь по промышленности и межотраслевым производствам (с 1994 года — Министерство промышленности Республики Беларусь). В 1992 году завод преобразован в арендное предприятие, в 2001 году — в открытое акционерное общество.
В 1954 году завод освоил производство велосипедных подшипников и шариков к ним и стал основным поставщиком этой продукции для Минского мотовелозавода, а также поставлял продукцию на другие велосипедные заводы СССР.
Уменьшение объёмов производства на ММВЗ привело к осложнению положения предприятия. В 2004—2005 годах велись переговоры об организации производства на гомельском заводе производства малошумных подшипников для электродвигателей совместно с Европейской подшипниковой корпорацией, однако сделка не состоялась. В 2007 году завод подал заявление о признании себя банкротом. К этому времени на предприятии был занят 231 человек, доля государства составляла 96,9 %. В 2012 году завод был ликвидирован «в связи с неплатежеспособностью, имеющей устойчивый характер». Корпуса завода, расположенные в непосредственной близости от центра города, планировались для размещения крупного торгового центра. По утверждению новых арендаторов, в цехах предприятия было собрано 1,5 тыс. т металлолома.